# Томирис (бабочка)
Томирис (Euchloe tomyris) — дневная бабочка из семейства белянок.

## Этимология латинского названия
Томирис (приблизительно 570—520 годы до н. э.) — царица массагетов — скифского кочевого скотоводческого народа.

## Описание
Длина крыла 22-23 мм. Размах крыльев — 46—50 мм. Представители обоих полов белые со слегка зеленоватым оттенком у основания крыльев и с хорошо заметным продолговатым дискальным пятном и крупным апикальным пятном, содержащим внутри белые мазки. Вершина переднего крыла тёмная. У самца тёмный «угол» занимает третью часть внешнего края крыла, у самки — 2/3. Нижняя сторона передних крыльев светлая, с таким же рисунком, как на верхней, а задних — серая, с зеленоватым оттенком. Низ заднего крыла с яркими желто-серыми полями и линиями на белом фоне, образующими тонкий мраморный рисунок.

## Ареал
Узбекистан, Таджикистан, Туркменистан.
Населяет крутые опустыненные глинистые обрывы (на высотах 400—700 м н.у.м.) с сильно разреженной растительностью, холмистые предгорья с разреженной эфемеровой растительностью.

## Биология
Развивается в одном поколении за год. Бабочки из перезимовавших куколок появляются в конце февраля — марте, или во второй половине марта — апреле. Время лёта бабочек — в марте-апреле. Яйца откладывает вскоре после выхода из куколки. Гусеницы с конца марта питаются на волноплодник Попова (Cymatocarpus popovi).. Окукливание в апреле-мае. Куколка зимует в прикорневой части растения, в почве или растительных остатках.

## Охрана
Вид включен в Красную книгу Узбекистана (2009) — 1 категория. Численность низкая и в местной популяции достигает 10-20 учтенных особей за сезон, продолжает неуклонно сокращаться. Лимитирующие факторы в Узбекистане: уничтожение природных мест обитания вида, уничтожение кормового растения гусениц.